# Rhithrodytes
Rhithrodytes is een geslacht van kevers uit de familie  waterroofkevers (Dytiscidae).
Het geslacht is voor het eerst wetenschappelijk beschreven in 1989 door Bameul.

## Soorten
Het geslacht omvat de volgende soorten:
- Rhithrodytes agnus Foster, 1992
- Rhithrodytes bimaculatus (Dufour, 1852)
- Rhithrodytes crux (Fabricius, 1792)
- Rhithrodytes dorsoplagiatus (Fairmaire, 1880)
- Rhithrodytes numidicus (Bedel, 1889)
- Rhithrodytes sexguttatus (Aubé, 1838)